# Heidi (película de 1995)
Lanzada en formato VHS en 1995, Heidi es una película infantil animada basada en la novela clásica Heidi de Johanna Spyri. La película cuenta la aventura de una pequeña niña llamada Heidi que es dejada por su tía en casa de su abuelo, un viejo gruñon. Heidi, con su carácter dulce y optimista cambia la personalidad de su abuelo y le trae mucha alegría; Heidi adora su vida en las montañas suizas. Un día, la tía de Heidi regresa para llevársela a la ciudad de Fráncfort del Meno en Alemania, como compañera de una niña inválida llamada Clara Sesemann.
Heidi fue producida por Jetlag Productions, distribuida en DVD en los Estados Unidos por GoodTimes Entertainment en el año 2002 y por Manga Films en España en el año 2007.

## La historia
Hasta los cinco años de edad, Heidi, huérfana de padre y madre vivió con su tía Dette, pero cuando esta encuentra un trabajo con una adinerada familia, decide dejar a la niña con su abuelo, que ni siquiera la conoce. El abuelo de Heidi vive en Suiza en los Alpes, donde tiene una pequeña cabaña en la que vive él solo, con ninguna compañía más que las ovejas a las que cuida. Cuando oye la noticia de que tendrá que cuidar de su nieta, se niega en redondo, pero la tía Dette le insiste que no tiene otra opción. Enfadado, el abuelo decide quedarse con Heidi, pero le grita a Dette que se vaya. Durante los primeros días en su nuevo hogar, Heidi se lleva bien con su abuelo, quién le fabrica una silla en la que sentarse y le ofrece un cómodo sitio donde dormir, en la habitación que ella misma elige.
En las montañas, Heidi conoce a un muchacho un poco mayor que ella llamado Pedro. Pedro vive en una humilde cabaña con su abuela, no lejos de donde vive Heidi. Heidi hace buenas migas con Pedro y el abuelo le permite que acompañe a Pedro cada vez que saque a pasear a sus ovejas. Cada día que pasa, Heidi le coge más cariño a su nuevo hogar, asombrándose de la belleza de los campos, las montañas y del cielo al atardecer. Desgraciadamente, poco después reaparece la tía Dette y se la lleva a la ciudad de Fráncfort del Meno en Alemania, con la familia Sesemann, que desea tener a Heidi en su casa, para que sirva como compañera a su hija inválida, Clara Sesemann. El abuelo de Heidi, está furioso, pero no ve otra opción más que dejar que Heidi se marche. 
Heidi llega a la ciudad y conoce a la familia con quien vivirá de ahora en adelante, ella y la hija del señor Sesemann, Clara, se llevan bien desde el momento en que se conocen. Clara es una niña inválida que debe permanecer sentada en una silla de ruedas y que nunca sale a la calle. La institutriz de Clara, la Señorita Rottenmeier, piensa que Heidi es una niña sin educación y no apta para ser la compañera de Clara, sin embargo, el señor y la abuela Sesemann piensan todo lo contrario y le cogen un gran cariño a Heidi. La amistad de Heidi y Clara crece, pero Clara se da cuenta de que en el fondo, Heidi está triste y desea volver a las montañas en Suiza. Como regalo de cumpleaños, Clara anuncia que Heidi podrá regresar a su hogar y que ella y su familia irán a visitarla en el futuro.
Una vez en Suiza, Heidi se reúne con su abuelo, y ambos están llenos de felicidad. Poco después reciben la noticia de que Clara y su abuela vendrán a visitarles pronto. La señora y su nieta llegan y pasan un día con Heidi y su abuelo, Clara no se quiere ir y pide a su abuela que se queden un poco más. La abuela Sesemann anuncia que había hablado con el abuelo de Heidi y que Clara podrá quedarse durante unas semanas mientras que ella alquila una habitación en la aldea, al pie de las montañas. Heidi comparte la alegre noticia con Pedro, quien se llena de celos. Mientras Heidi, Clara y el abuelo están dentro de la cabaña, Pedro empuja la silla de Clara cuesta abajo y ésta se estrella, quedando destrozada. El abuelo de Heidi, quien ve lo ocurrido está muy enfadado, Heidi y Clara por otro lado están tristes sabiendo que sin la silla, Clara no podrá quedarse. El abuelo, lleno de tristeza, lleva a Heidi y a Clara a las montañas para que puedan disfrutar de un último día juntas y Pedro las acompaña. Pedro le pide disculpas a Clara por su mala acción y Heidi le pide que mejor ayude a Clara a caminar. Apoyándose en los hombros de Heidi y Pedro, Clara da sus primeros pasos hasta que sus piernas tienen la suficiente fuerza para sostenerse solas. El abuelo de Heidi y la abuela de Clara ven el milagro y se llenan de felicidad, sin duda, piensa Heidi, las montañas son un lugar maravilloso.

## Canciones
- "Start with a Smile": La canción de inicio y de cierre, esta canción expresa el poder del buen humor y la sonrisa ante cualquier situación.
- "This is Home": Esta canción expresa el cariño que la pequeña Heidi coge hacia su nuevo hogar en los Alpes.
- "The Very Best of Friends": La amistad de Heidi y la pequeña Clara se expresa en esta canción.